# Việt Nam tại Đại hội Thể thao châu Á 2022
Việt Nam tranh tài tại Đại hội Thể thao châu Á 2022 ở Hàng Châu, Trung Quốc, từ ngày 19 tháng 9 đến ngày 8 tháng 10 năm 2023.

## Danh sách thành viên tham dự

### Tổng quan
| STT  | Môn              | Nam | Nữ  | Tổng |
| ---- | ---------------- | --- | --- | ---- |
| 1    | Bắn cung         | 7   | 7   | 14   |
| 2    | Thể dục dụng cụ  | 5   | 1   | 6    |
| 3    | Điền kinh        | 2   | 10  | 12   |
| 4    | Cầu lông         | 2   | 2   | 4    |
| 5    | Quyền anh        | 4   | 5   | 9    |
| 6    | Nhảy thể thao    | 2   | 2   | 4    |
| 7    | Canoeing         | 2   | 9   | 11   |
| 8    | Cờ vua           | 5   | 5   | 10   |
| 9    | Cờ tướng         | 3   | 3   | 6    |
| 10   | Thể thao điện tử | 25  | 1   | 26   |
| 11   | Xe đạp           | 1   | 3   | 4    |
| 12   | Đấu kiếm         | 8   | 0   | 8    |
| 13   | Bóng đá          | 22  | 23  | 45   |
| 14   | Golf             | 4   | 2   | 6    |
| 15   | Judo             | 4   | 3   | 7    |
| 16   | Ju-jitsu         | 1   | 5   | 6    |
| 17   | Karate           | 6   | 6   | 12   |
| 18   | Kurash           | 3   | 3   | 6    |
| 19   | Patin thể thao   | 5   | 0   | 5    |
| 20   | Chèo thuyền      | 4   | 15  | 19   |
| 21   | Cầu mây          | 6   | 6   | 12   |
| 22   | Bắn súng         | 11  | 11  | 22   |
| 23   | Quần vợt         | 2   | 2   | 4    |
| 24   | Soft Tennis      | 1   | 3   | 4    |
| 25   | Bơi              | 7   | 3   | 10   |
| 26   | Bóng bàn         | 5   | 5   | 10   |
| 27   | Taekwondo        | 4   | 6   | 10   |
| 28   | Bóng chuyền      | 0   | 12  | 12   |
| 29   | Cử tạ            | 3   | 3   | 6    |
| 30   | Vật              | 4   | 6   | 10   |
| 31   | Wushu            | 6   | 7   | 13   |
| Tổng | Tổng             | 164 | 169 | 333  |

## Danh sách huy chương

### Danh sách
| Huy chương | Vận động viên          | Môn             | Nội dung                                   | Ngày       |
| ---------- | ---------------------- | --------------- | ------------------------------------------ | ---------- |
| Vàng       | Phạm Quang Huy         | Bắn súng        | 10m súng ngắn hơi Nam                      | 28 tháng 9 |
| Bạc        | Nguyễn Văn Khánh Phong | Thể dục dụng cụ | Vòng treo Nam                              | 28 tháng 9 |
| Bạc        | Ngô Hữu Vượng          | Bắn súng        | 10m súng trường hơi di động tiêu chuẩn Nam | 26 tháng 9 |

### Huy chương theo môn thể thao
| Môn             | 1 | 2 | 3  | Tổng |
| --------------- | - | - | -- | ---- |
| Bắn súng        | 1 | 1 | 1  | 3    |
| Thể dục dụng cụ | 0 | 1 | 0  | 1    |
| Quyền Anh       | 0 | 0 | 1  | 1    |
| Ju-jitsu        | 0 | 0 | 1  | 1    |
| Karate          | 1 | 1 | 2  | 4    |
| Kurash          | 0 | 0 | 1  | 1    |
| Cầu mây         | 1 | 1 | 1  | 3    |
| Cờ tướng        | 0 | 1 | 1  | 2    |
| Chèo thuyền     | 0 | 0 | 3  | 3    |
| Wushu           | 0 | 0 | 3  | 3    |
| Taekwondo       | 0 | 0 | 3  | 3    |
| Bơi             | 0 | 0 | 2  | 2    |
| Tổng            | 3 | 5 | 19 | 27   |

## Bắn súng

### Nam

#### Cá nhân
| Vận động viên     | Nội dung                               | Vòng loại | Vòng loại | Chung kết | Chung kết |
| Vận động viên     | Nội dung                               | Điểm      | Hạng      | Điểm      | Hạng      |
| ----------------- | -------------------------------------- | --------- | --------- | --------- | --------- |
| Phạm Quang Huy    | 10m súng ngắn hơi                      | 580       | 4 Q       | 240.5     | 1         |
| Phan Công Minh    | 10m súng ngắn hơi                      | 577       | 10        | Bị loại   | Bị loại   |
| Lại Công Minh     | 10m súng ngắn hơi                      | 573       | 25        | Bị loại   | Bị loại   |
| Hà Minh Thành     | 25m súng ngắn bắn nhanh                | 578       | 11        | Bị loại   | Bị loại   |
| Vũ Tiến Nam       | 25m súng ngắn bắn nhanh                | 575       | 15        | Bị loại   | Bị loại   |
| Phan Xuân Chuyên  | 25m súng ngắn bắn nhanh                | 562       | 20        | Bị loại   | Bị loại   |
| Ngô Hữu Vương     | 10m súng trường hơi di động tiêu chuẩn | —         | —         | 571       | 2         |
| Nguyễn Tuấn Anh   | 10m súng trường hơi di động tiêu chuẩn | —         | —         | 565       | 4         |
| Nguyễn Công Dậu   | 10m súng trường hơi di động tiêu chuẩn | —         | —         | 531       | 18        |
| Nguyễn Tuấn Anh   | 10m súng trường hơi di động hỗn hợp    | —         | —         | 374       | 6         |
| Ngô Hữu Vương     | 10m súng trường hơi di động hỗn hợp    | —         | —         | 368       | 10        |
| Nguyễn Công Dậu   | 10m súng trường hơi di động hỗn hợp    | —         | —         | 350       | 18        |
| Nguyễn Hoàng Điệp | Trap                                   | 111       | 29        | Bị loại   | Bị loại   |
| Lê Nghĩa          | Trap                                   | 108       | 35        | Bị loại   | Bị loại   |

#### Đồng đội
| Vận động viên                                 | Nội dung                               | Chung kết | Chung kết |
| Vận động viên                                 | Nội dung                               | Điểm      | Hạng      |
| --------------------------------------------- | -------------------------------------- | --------- | --------- |
| Phạm Quang Huy Phan Công Minh Lại Công Minh   | 10m súng ngắn hơi                      | 1730      | 3         |
| Hà Minh Thành Phan Xuân Chuyên Vũ Tiến Nam    | 25m súng ngắn bắn nhanh                | 1715      | 5         |
| Ngô Hữu Vương Nguyễn Công Dậu Nguyễn Tuấn Anh | 10m súng trường hơi di động tiêu chuẩn | 1667      | 4         |
| Ngô Hữu Vương Nguyễn Công Dậu Nguyễn Tuấn Anh | 10m súng trường hơi di động hỗn hợp    | 1092      | 5         |

### Nữ

#### Cá nhân
| Vận động viên        | Nội dung                                | Vòng loại | Vòng loại | Chung kết | Chung kết |
| Vận động viên        | Nội dung                                | Điểm      | Hạng      | Điểm      | Hạng      |
| -------------------- | --------------------------------------- | --------- | --------- | --------- | --------- |
| Trịnh Thu Vinh       | 10m súng ngắn hơi                       | 580       | 4 Q       | 156.2     | 6         |
| Nguyễn Thùy Trang    | 10m súng ngắn hơi                       | 570       | 22        | Bị loại   | Bị loại   |
| Nguyễn Thị Hường     | 10m súng ngắn hơi                       | 564       | 39        | Bị loại   | Bị loại   |
| Nguyễn Thùy Trang    | 25 m súng ngắn                          | 577       | 17        | Bị loại   | Bị loại   |
| Nguyễn Thị Hường     | 25 m súng ngắn                          | 572       | 25        | Bị loại   | Bị loại   |
| Trịnh Thu Vinh       | 25 m súng ngắn                          | 571       | 27        | Bị loại   | Bị loại   |
| Lê Thị Mộng Tuyền    | 10 m súng trường hơi nữ                 | 626.9     | 16        | Bị loại   | Bị loại   |
| Nguyễn Thị Thảo      | 10 m súng trường hơi nữ                 | 625.9     | 21        | Bị loại   | Bị loại   |
| Phí Thanh Thảo       | 10 m súng trường hơi nữ                 | 623.5     | 26        | Bị loại   | Bị loại   |
| Phí Thanh Thảo       | 50 m súng trường 3 tư thế               | 569       | 37        | Bị loại   | Bị loại   |
| Nguyễn Thị Thu Hằng  | 10 m súng trường hơi di động tiêu chuẩn | —         | —         | 534       | 10        |
| Lê Thảo Ngọc         | 10 m súng trường hơi di động tiêu chuẩn | —         | —         | 534       | 11        |
| Dương Thị Trang      | 10 m súng trường hơi di động tiêu chuẩn | —         | —         | 516       | 14        |
| Hoàng Thị Tuất       | Trap                                    | 103       | 20        | Bị loại   | Bị loại   |
| Nguyễn Thị Tuyết Mai | Trap                                    | 96        | 24        | Bị loại   | Bị loại   |

#### Đồng đội
| Vận động viên                                     | Nội dung                                | Chung kết | Chung kết |
| Vận động viên                                     | Nội dung                                | Điểm      | Hạng      |
| ------------------------------------------------- | --------------------------------------- | --------- | --------- |
| Nguyễn Thị Hường Nguyễn Thùy Trang Trịnh Thu Vinh | 10m súng ngắn hơi                       | 1714      | 6         |
| Nguyễn Thị Hường Nguyễn Thùy Trang Trịnh Thu Vinh | 25 m súng ngắn                          | 1720      | 7         |
| Lê Thị Mộng Tuyền Nguyễn Thị Thảo Phí Thanh Thảo  | 10 m súng trường hơi nữ                 | 1876.3    | 7         |
| Lê Thảo Ngọc Nguyễn Thị Thu Hằng Dương Thị Trang  | 10 m súng trường hơi di động tiêu chuẩn | 1584      | 4         |

### Hỗn hợp

#### Đồng đội
| Vận động viên                | Nội dung          | Chung kết | Chung kết |
| Vận động viên                | Nội dung          | Điểm      | Hạng      |
| ---------------------------- | ----------------- | --------- | --------- |
| Lại Công Minh Trịnh Thu Vinh | 10m súng ngắn hơi | 569       | 10        |

## Bơi

### Nam
| Vận động viên                                                        | Nội dung              | Vòng loại | Vòng loại | Chung kết | Chung kết |
| Vận động viên                                                        | Nội dung              | Kết quả   | Hạng      | Kết quả   | Hạng      |
| -------------------------------------------------------------------- | --------------------- | --------- | --------- | --------- | --------- |
| Nguyễn Hoàng Khang                                                   | 50 m bơi tự do        | 00:24.03  | 24        | Bị loại   | Bị loại   |
| Ngô Đình Chuyền                                                      | 100 m bơi tự do       | 00:51.42  | 22        | Bị loại   | Bị loại   |
| Ngô Đình Chuyền                                                      | 200 m bơi tự do       | 01:51.74  | 14        | Bị loại   | Bị loại   |
| Đỗ Ngọc Vinh                                                         | 200 m bơi tự do       | 01:52.29  | 18        | Bị loại   | Bị loại   |
| Đỗ Ngọc Vinh                                                         | 400 m bơi tự do       | 03:57.20  | 9         | Bị loại   | Bị loại   |
| Nguyễn Huy Hoàng                                                     | 400 m bơi tự do       | 03:53.04  | 4 Q       | 03:49.16  | 3         |
| Nguyễn Huy Hoàng                                                     | 800 m bơi tự do       | —         | —         | 07:51.44  | 3         |
| Nguyễn Huy Hoàng                                                     | 1500 m bơi tự do      | —         | —         | 15:04.06  | 4         |
| Trần Hưng Nguyên                                                     | 200 m bơi ngửa        | 02:06.81  | 14        | Bị loại   | Bị loại   |
| Phạm Thanh Bảo                                                       | 50 m bơi ếch          | 00:28.79  | 11        | Bị loại   | Bị loại   |
| Phạm Thanh Bảo                                                       | 100 m bơi ếch         | 01:02.40  | 11        | Bị loại   | Bị loại   |
| Phạm Thanh Bảo                                                       | 200 m bơi ếch         | 02:13.99  | 9         | Bị loại   | Bị loại   |
| Nguyễn Hoàng Khang                                                   | 50 m bơi bướm         |           |           | Bị loại   | Bị loại   |
| Nguyễn Quang Thuấn                                                   | 200 m bơi bướm        | 02:03.57  | 10        | Bị loại   | Bị loại   |
| Nguyễn Quang Thuấn                                                   | 200 m bơi hỗn hợp     | 02:04.45  | 10        | Bị loại   | Bị loại   |
| Trần Hưng Nguyên                                                     | 200 m bơi hỗn hợp     | 02:03.53  | 9         | Bị loại   | Bị loại   |
| Trần Hưng Nguyên                                                     | 400 m bơi hỗn hợp     | 04:22.97  | 7 Q       | 04:26.44  | 8         |
| Nguyễn Quang Thuấn                                                   | 400 m bơi hỗn hợp     | 04:22.79  | 6 Q       | 04:19.52  | 7         |
| Ngô Đình Chuyền Nguyễn Quang Thuấn Đỗ Ngọc Vinh Trần Hưng Nguyên     | 4 x 100 m bơi tự do   | 03:27.18  | 9         | Bị loại   | Bị loại   |
| Đỗ Ngọc Vinh Ngô Đình Chuyền Trần Hưng Nguyên Nguyễn Quang Thuấn     | 4 x 200 m bơi tự do   | 07:29.99  | 7 Q       | 07:24.92  | 6         |
| Trần Hưng Nguyên Nguyễn Hữu Kim Sơn Nguyễn Huy Hoàng Hoàng Quý Phước | 4 x 100 m bơi hỗn hợp | 03:54.09  | 11        | Bị loại   | Bị loại   |

## Ju-jitsu
ADV Win by Advantages (Thắng bằng lợi thế)
SUB Win by Submission

### Nam
| Vận động viên | Nội dung | Vòng 32                   | Vòng 16                         | Tứ kết          | Bán kết / Repechage | Chung kết / Tranh HCĐ | Hạng |
| Vận động viên | Nội dung | Đối thủ Kết quả           | Đối thủ Kết quả                 | Đối thủ Kết quả | Đối thủ Kết quả     | Đối thủ Kết quả       | Hạng |
| ------------- | -------- | ------------------------- | ------------------------------- | --------------- | ------------------- | --------------------- | ---- |
| Cấn Văn Thắng | –62 kg   | Yadav Tarun (IND) · W 7–0 | Alblooshi Khalid (UAE) · L 0–10 | Bị loại         | Bị loại             | Bị loại               | —    |

### Nữ
| Vận động viên         | Nội dung | Vòng 32                            | Vòng 16                            | Tứ kết                           | Bán kết / Repechage            | Chung kết / Tranh HCĐ            | Hạng |
| Vận động viên         | Nội dung | Đối thủ Kết quả                    | Đối thủ Kết quả                    | Đối thủ Kết quả                  | Đối thủ Kết quả                | Đối thủ Kết quả                  | Hạng |
| --------------------- | -------- | ---------------------------------- | ---------------------------------- | -------------------------------- | ------------------------------ | -------------------------------- | ---- |
| Phùng Thị Huệ         | –48 kg   | Bye                                | Teh May Yong (SGP) · W 6–0         | Tan Pechrada Kacie (THA) · L 0–2 | Rakhayeva Nazgul (KAZ) · W 6–2 | Sugun Nutchaya (THA) · W 0–0 ADV | 3    |
| Đặng Thị Huyền        | –52 kg   | Zhurabekova Kristina (KAZ) · L 0–3 | Bị loại                            | Bị loại                          | Bị loại                        | Bị loại                          | —    |
| Nguyễn Thị Minh Vượng | –57 kg   | Oon Zi Gui (SGP) · W 5–0           | Duvanova Galina (KAZ) · L 0–0 SUB  | Bị loại                          | Bị loại                        | Bị loại                          | —    |
| Lê Thị Thương         | –57 kg   | Sabitova Aidana (KAZ) · W 5–0      | Ramirez Annie (PHI) · L 0–0 ADV    | Bị loại                          | Bị loại                        | Bị loại                          | —    |
| Hoàng Thị Nhật Quế    | –63 kg   | —                                  | Alkalbani Shamma (UAE) · L 2–2 SUB | Bị loại                          | Bị loại                        | Bị loại                          | —    |

## Quyền anh
RSC= Referee Stops Contest (Trọng tài dừng trận đấu)

### Nam
| Vận động viên     | Nội dung | Vòng 32                     | Vòng 16                           | Tứ kết          | Bán kết         | Chung kết       | Hạng |
| Vận động viên     | Nội dung | Đối thủ Kết quả             | Đối thủ Kết quả                   | Đối thủ Kết quả | Đối thủ Kết quả | Đối thủ Kết quả | Hạng |
| ----------------- | -------- | --------------------------- | --------------------------------- | --------------- | --------------- | --------------- | ---- |
| Nguyễn Minh Cường | –51 kg   | Bye                         | Zhang Jiamao (CHN) · L 0–5        | Bị loại         | Bị loại         | Bị loại         | —    |
| Nguyễn Văn Đương  | –57 kg   | Sunar Sangita (NEP) · W 4–0 | Khalokov Abdumalik (UZB) · L 0–5  | Bị loại         | Bị loại         | Bị loại         | —    |
| Bùi Phước Tùng    | –71 kg   | Bye                         | Nishant Dev (IND) · L 0–0 KO      | Bị loại         | Bị loại         | Bị loại         | —    |
| Nguyễn Mạnh Cường | –60 kg   | Bye                         | Marcial Eumir Felix (PHI) · L 0–5 | Bị loại         | Bị loại         | Bị loại         | —    |

### Nữ
| Vận động viên        | Nội dung | Vòng 32                     | Vòng 16                        | Tứ kết                       | Bán kết               | Chung kết       | Hạng |
| Vận động viên        | Nội dung | Đối thủ Kết quả             | Đối thủ Kết quả                | Đối thủ Kết quả              | Đối thủ Kết quả       | Đối thủ Kết quả | Hạng |
| -------------------- | -------- | --------------------------- | ------------------------------ | ---------------------------- | --------------------- | --------------- | ---- |
| Nguyễn Thị Tâm       | –50 kg   | Nikhat Zareen (IND) · L 0–5 | Bị loại                        | Bị loại                      | Bị loại               | Bị loại         | —    |
| Nguyễn Thị Ngọc Trân | –54 kg   | —                           | Olimova Nigora (TJK) · W 5–0   | Pang Cholmi (PRK) · L 0–5    | Bị loại               | Bị loại         | —    |
| Nguyễn Huyền Trân    | –57 kg   | —                           | Samadova Mijgona (TJK) · L 0–5 | Bị loại                      | Bị loại               | Bị loại         | —    |
| Hà Thị Linh          | –60 kg   | Sunar Sangita (NEP) · W 5–0 | Yang Wenlu (CHN) · L 0–5       | Bị loại                      | Bị loại               | Bị loại         | —    |
| Lưu Diễm Quỳnh       | –75 kg   | —                           | Bye                            | Rana Saraswati (NEP) · W 4–1 | Li Qian (CHN) · L 0–5 | Bị loại         | 3    |

## Taekwondo

### Quyền
| Vận động viên     | Nội dung    | Vòng 16                            | Tứ kết                                    | Bán kết                         | Chung kết       | Hạng |
| Vận động viên     | Nội dung    | Đối thủ Kết quả                    | Đối thủ Kết quả                           | Đối thủ Kết quả                 | Đối thủ Kết quả | Hạng |
| ----------------- | ----------- | ---------------------------------- | ----------------------------------------- | ------------------------------- | --------------- | ---- |
| Trần Hồ Duy       | Cá nhân Nam | Chan Chung Yin (HKG) · W 7.78–7.65 | Moghis Wahid Khalil I (KSA) · W 7.49–7.23 | Kang Wanjin (KOR) · L 7.12–7.41 | Bị loại         | 3    |
| Nguyễn Thị Kim Hà | Cá nhân Nữ  | Akbar Huda (QAT) · W 7.59–6.60     | Cha Yeaeun (KOR) · L 7.82–7.83            | Bị loại                         | Bị loại         | —    |

### Đối kháng

#### Cá nhân
| Vận động viên        | Nội dung  | Vòng 32                           | Vòng 16                                     | Tứ kết                             | Bán kết                | Chung kết       | Hạng |
| Vận động viên        | Nội dung  | Đối thủ Kết quả                   | Đối thủ Kết quả                             | Đối thủ Kết quả                    | Đối thủ Kết quả        | Đối thủ Kết quả | Hạng |
| -------------------- | --------- | --------------------------------- | ------------------------------------------- | ---------------------------------- | ---------------------- | --------------- | ---- |
| Phạm Đăng Quang      | 63 kg Nam | Lee Gibeom (KOR) · L 0–2          | Bị loại                                     | Bị loại                            | Bị loại                | Bị loại         | —    |
| Lý Hồng Phúc         | 68 kg Nam | Shalan Mohammad (QAT) · W 0–0 DSQ | Abdul Kareem Zaid (JOR) · L 0–2             | Bị loại                            | Bị loại                | Bị loại         | —    |
| Phạm Minh Bảo Kha    | 80 kg Nam | Bye                               | Mercer Jack Woody (THA) · L 0–2             | Bị loại                            | Bị loại                | Bị loại         | —    |
| Trương Thị Kim Tuyền | 49 kg Nữ  | Bye                               | da Costa da Silva Pinto B Ana (TLS) · W 2–1 | Mannopova Madinabonu (UZB) · L 0–2 | Bị loại                | Bị loại         | —    |
| Vũ Thị Dung          | 53 kg Nữ  | Bye                               | Karajanova Aziza (KAZ) · L 0–2              | Bị loại                            | Bị loại                | Bị loại         | —    |
| Trần Thị Ánh Tuyết   | 57 kg Nữ  | —                                 | Chhoeung Aliza (CAM) · W 2–1                | Luo Zongshi (CHN) · L 0–2          | Bị loại                | Bị loại         | —    |
| Bạc Thị Khiêm        | 63 kg Nữ  | —                                 | Delo Laila (PHI) · W 2–0                    | Kim Jandi (KOR) · W 2–0            | Song Jie (CHN) · L 0–2 | Bị loại         | 3    |

#### Đồng đội
| Vận động viên                                               | Nội dung       | Tứ kết                | Bán kết              | Chung kết       | Hạng |
| Vận động viên                                               | Nội dung       | Đối thủ Kết quả       | Đối thủ Kết quả      | Đối thủ Kết quả | Hạng |
| ----------------------------------------------------------- | -------------- | --------------------- | -------------------- | --------------- | ---- |
| Bạc Thị Khiêm Phạm Ngọc Châm Phạm Minh Bảo Kha Lý Hồng Phúc | Hỗn hợp nam nữ | Philippines · W 35–26 | Trung Quốc · L 18–88 | Bị loại         | 3    |

## Chèo thuyền

### Nam
| Vận động viên                                           | Nội dung                          | Vòng loại | Vòng loại | Repechage | Repechage | Bán kết   | Bán kết | Chung kết | Chung kết |
| Vận động viên                                           | Nội dung                          | Thời gian | Hạng      | Thời gian | Hạng      | Thời gian | Hạng    | Thời gian | Hạng      |
| ------------------------------------------------------- | --------------------------------- | --------- | --------- | --------- | --------- | --------- | ------- | --------- | --------- |
| Như Đình Nam Bùi Văn Hoàn Nguyễn Văn Hà Nguyễn Văn Hiếu | Thuyền bốn hạng nặng hai mái chèo | 6:22.66   | 3 R       | 6:17.52   | 3 FA      | —         | —       | 6:22.22   | 5         |

### Nữ
| Vận động viên | Nội dung                          | Vòng loại | Vòng loại | Repechage | Repechage | Bán kết   | Bán kết | Chung kết | Chung kết |
| Vận động viên | Nội dung                          | Thời gian | Hạng      | Thời gian | Hạng      | Thời gian | Hạng    | Thời gian | Hạng      |
| --- | --------------------------------- | --------- | --------- | --------- | --------- | --------- | ------- | --------- | --------- |
| Hồ Thị Duy | Thuyền đơn hạng nặng hai mái chèo | 8:27.36   | 4 R       | 8:34.52   | 1 SA/B    | 8:23.56   | 4 FB    | 8:07.48   | 8         |
| Nguyễn Thị Giang Phạm Thị Thảo                                                                                              | Thuyền đôi hạng nặng hai mái chèo | 7:12.57   | 2 FA      | —         | —         | —         | —       | 7:33.33   | 6         |
| Lường Thị Thảo Bùi Thị Thu Hiền Nguyễn Thị Giang Phạm Thị Thảo                                                              | Thuyền bốn hạng nặng hai mái chèo | 7:02.11   | 3 FA      | —         | —         | —         | —       | 6:54.84   | 3         |
| Phạm Thị Huệ Đinh Thị Hảo Hà Thị Vui Dư Thị Bông                                                                            | Thuyền bốn hạng nặng một mái chèo | 6:39.89   | 3 FA      | —         | —         | —         | —       | 6:52.35   | 3         |
| Hồ Thị Lý Trần Thị Kiệt Phạm Thị Ngọc Anh Lê Thị Hiền Hà Thị Vui Đinh Thị Hảo Phạm Thị Huệ Dư Thị Bông Nguyễn Lâm Kiều Diễm | Thuyền tám hạng nặng một mái chèo | 6:33.28   | 2 FA      | —         | —         | —         | —       | 6:48.21   | 3         |

## Thể dục dụng cụ

### Nghệ thuật

#### Nam

##### Vòng loại & Chung kết đồng đội
| Vận động viên          | Nội dung | Các phần thi  | Các phần thi  | Các phần thi | Các phần thi | Các phần thi | Các phần thi | Các phần thi | Tổng    | Hạng |
| Vận động viên          | Nội dung | Thể dục tự do | Ngựa quay tay | Vòng treo    | Nhảy chống   | Nhảy chống   | Xà kép       | Xà đơn       | Tổng    | Hạng |
| ---------------------- | -------- | ------------- | ------------- | ------------ | ------------ | ------------ | ------------ | ------------ | ------- | ---- |
| Phạm Phước Hiếu        | Đồng đội | 11.566        | 7.600         | 9.166        | 13.633       | 13.633       | 12.966       | 12.000       | 66.931  | 18 Q |
| Lê Thanh Tùng          | Đồng đội | —             | —             | 12.466       | 13.033       | 13.033       | 13.566       | 12.733       | —       | —    |
| Nguyễn Văn Khánh Phong | Đồng đội | 11.933        | —             | 14.566       | —            | —            | —            | 8.466        | —       | —    |
| Trịnh Hải Khang        | Đồng đội | 13.966        | 5.500         | —            | 14.600       | 14.166       | 10.533       | —            | —       | —    |
| Trịnh Hải Khang        | Đồng đội | 13.966        | 5.500         | —            | 13.733       | 14.166       | 10.533       | —            | —       | —    |
| Đặng Ngọc Xuân Thiện   | Đồng đội | —             | 14.233        | —            | —            | —            | —            | —            | —       | —    |
| Tổng                   | Đồng đội | 37.465        | 27.333        | 36.198       | 41.266       | 41.266       | 37.065       | 33.199       | 212.526 | 8    |

##### Chung kết cá nhân
| Vận động viên          | Nội dung      | Vòng loại     | Vòng loại     | Vòng loại    | Vòng loại    | Vòng loại    | Vòng loại    | Vòng loại | Vòng loại | Chung kết     | Chung kết     | Chung kết    | Chung kết    | Chung kết    | Chung kết    | Chung kết | Chung kết |
| Vận động viên          | Nội dung      | Các phần thi  | Các phần thi  | Các phần thi | Các phần thi | Các phần thi | Các phần thi | Tổng      | Hạng      | Các phần thi  | Các phần thi  | Các phần thi | Các phần thi | Các phần thi | Các phần thi | Tổng      | Hạng      |
| Vận động viên          | Nội dung      | Thể dục tự do | Ngựa quay tay | Vòng treo    | Nhảy chống   | Xà kép       | Xà đơn       | Tổng      | Hạng      | Thể dục tự do | Ngựa quay tay | Vòng treo    | Nhảy chống   | Xà kép       | Xà đơn       | Tổng      | Hạng      |
| ---------------------- | ------------- | ------------- | ------------- | ------------ | ------------ | ------------ | ------------ | --------- | --------- | ------------- | ------------- | ------------ | ------------ | ------------ | ------------ | --------- | --------- |
| Phạm Phước Hiếu        | Toàn năng     | 11.566        | 7.600         | 9.166        | 13.633       | 12.966       | 12.000       | 66.931    | 18 Q      | 12.733        | 11.333        | 11.700       | 13.833       | 12.933       | 10.866       | 73.398    | 15        |
| Lê Thanh Tùng          | Xà đơn        | —             | —             | —            | —            | —            | 12.733       | 12.733    | 13 Q      | —             | —             | —            | —            | —            | 13.166       | 13.166    | 7         |
| Nguyễn Văn Khánh Phong | Vòng treo     | —             | —             | 14.566       | —            | —            | —            | 14.566    | 4 Q       | —             | —             | 14.600       | —            | —            | —            | 14.600    | 2         |
| Trịnh Hải Khang        | Thể dục tự do | 13.966        | —             | —            | —            | —            | —            | 13.966    | 7 Q       | 13.800        | —             | —            | —            | —            | —            | 13.800    | 6         |
| Trịnh Hải Khang        | Nhảy chống    | —             | —             | —            | 14.166       | —            | —            | 14.166    | 7 Q       | —             | —             | —            | 13.716       | —            | —            | 13.716    | 8         |
| Đặng Ngọc Xuân Thiện   | Ngựa quay tay | —             | 14.233        | —            | —            | —            | —            | 14.233    | 7 Q       | —             | 14.766        | —            | —            | —            | —            | 14.766    | 5         |

#### Nữ
| Vận động viên   | Nội dung       | Vòng loại    | Vòng loại    | Vòng loại      | Vòng loại     | Vòng loại | Vòng loại | Chung kết    | Chung kết    | Chung kết      | Chung kết     | Chung kết | Chung kết |
| Vận động viên   | Nội dung       | Các phần thi | Các phần thi | Các phần thi   | Các phần thi  | Tổng      | Hạng      | Các phần thi | Các phần thi | Các phần thi   | Các phần thi  | Tổng      | Hạng      |
| Vận động viên   | Nội dung       | Nhảy chống   | Xà lệch      | Cầu thăng bằng | Thể dục tự do | Tổng      | Hạng      | Nhảy chống   | Xà lệch      | Cầu thăng bằng | Thể dục tự do | Tổng      | Hạng      |
| --------------- | -------------- | ------------ | ------------ | -------------- | ------------- | --------- | --------- | ------------ | ------------ | -------------- | ------------- | --------- | --------- |
| Phạm Như Phương | Cầu thăng bằng | —            | —            | 11.500         | —             | 11.500    | 23        | Bị loại      | Bị loại      | Bị loại        | Bị loại       | Bị loại   | Bị loại   |
| Phạm Như Phương | Thể dục tự do  | —            | —            | —              | 11.633        | 11.633    | 25        | Bị loại      | Bị loại      | Bị loại        | Bị loại       | Bị loại   | Bị loại   |